# 래피드시티 러쉬
| 래피드시티 러쉬 |                               |
| 콘퍼런스        | 서부 콘퍼런스                 |
| 디비전          | 마운틴 디비전                 |
| 설립연도        | 2008년 2014년(ECHL 가입)      |
| 해체연도        |                               |
| 역사            | 래피드시티 러쉬 (2008년~현재) |
| 경기장          | 러시모어 플라자 시빅 센터     |
| 연고지          | 사우스다코타주 래피드시티     |
| 상징색          | 빨강, 검정, 하양              |
| 구단주          | 스캇 뮐러                     |
| 단장            | 조 페라스                     |
| 감독            | 조 페라스                     |
| NHL 제휴        | 미네소타 와일드               |
| AHL 제휴        | 아이오와 와일드               |
| 정규시즌 우승   | CHL : 1 (2011)                |
| 콘퍼런스 우승   | CHL : 1 (2010)                |
| 디비전 우승     | -                             |
| 켈리 컵         | -                             |
| 영구 결번       | -                             |

래피드시티 러쉬(Rapid City Rush)는 미국 사우스다코타주 래피드시티를 연고지로 하는 ECHL의 서부 콘퍼런스 마운틴 디비전 소속 아이스 하키팀이다. 2008년부터 2014년까지 CHL에 참가하였다가, 2014~2015시즌부터 ECHL로 옮겼다.

## 역대 홈경기장
| 경기장                    | 사용기간    | 수용인원 | 장소                      | 비고 |
| ------------------------- | ----------- | -------- | ------------------------- | ---- |
| 래피드시티 러쉬           |             |          |                           |      |
| 러시모어 플라자 시빅 센터 | 2008년~현재 | 5,132명  | 사우스다코타주 래피드시티 | 빈칸 |